# 川尻車站
川尻車站（日语：〔〕／〔〕 Kawashiri eki */?）是日本九州旅客鐵道鹿兒島本線及三角線共用的鐵路車站，位於熊本縣熊本市南區。

## 車站結構
本站為側式月台1面1線與島式月台1面2線，合計2面3線的地面車站。各月台之間以跨線天橋聯絡。

### 月台配置
| 月台 | 路線                            | 方向         | 目的地           |
| ---- | ------------------------------- | ------------ | ---------------- |
| 1    | （暫停使用）                    | （暫停使用） | （暫停使用）     |
| 2    | ■鹿兒島本線                     | 下行         | 八代方向         |
| 2    | ■天草三角線                     | 下行         | 網田、三角方向   |
| 3    | ■鹿兒島本線 （包括■天草三角線） | 上行         | 熊本、大牟田方向 |

## 相鄰車站
九州旅客鐵道
鹿兒島本線、天草三角線（三角線直通）
■快速（肥薩線開出的直通、只限上行運行）・■快速「超級橙」（只限週末假日運行）
通過
■普通
西熊本－川尻－富合

## 外部連結
- JR九州 – 川尻車站 （页面存档备份，存于）（日語）

32°44′37″N 130°40′48″E / 32.7437°N 130.6799°E